# Янушев, Иван Васильевич
Ива́н Васи́льевич Яну́шев (24 апреля (6 мая) 1877, Москва, Российская империя — 8 декабря 1937, Москва, РСФСР, СССР) ― протоиерей Русской православной церкви, священномученик.

## Биография
Родился 24 апреля (6 мая) 1877 года в Москве в семье диакона.
В 1897 году окончил Московскую духовную семинарию, после этого поступил в Казанскую духовную академию, которую окончил в 1902 году. Через год поступил псаломщиком в Архангельский собор Московского Кремля.
18 мая 1908 года стал служить священником в Спасском соборе в Москве. 22 сентября 1917 года перешёл служить в Благовещенский собор Кремля, 20 мая 1918 назначен сакелларием этого собора.
После закрытия советской властью всех кремлёвских соборов и монастырей Янушев работал настоятелем храма в честь святителя Спиридона Тримифунтского, в этом храме отец Иоанн служил до его закрытия и разрушения.
В 1920 году ему присвоен сан протоиерея. 1 августа 1930 года назначен служить в храм Рождества Христова. В 1935 году назначен на служение в храм Успения Пресвятой Богородицы в посёлке Вешняки (сейчас на территории Москвы).
19 ноября 1937 года отец Иоанн был арестован органами НКВД и заключен в Таганскую тюрьму в Москве. Лжесвидетели рассказали следствию об «антисоветской деятельности» протоиерея. Одна лжесвидетельница показала, что, якобы, священник сказал ей в беседе:

«Конституция написана красивыми фразами, коммунисты только и способны писать красивые декларации и кричать на каждом углу о всеобщих выборах, о демократии, о признании свободной религии. А те же коммунисты закрывают церкви, на каждом шагу выступают против верующих и не дают возможности отправлять религиозные обряды, родителям не дают возможности крестить младенцев, а окрестишь, так осудят. Это не жизнь, а гонение на православных. Пышными фразами конституция написана для того, чтобы заслужить доверие среди народа, которого коммунисты не имеют. Но все равно коммунистам, гонителям православных, с их конституцией скоро придет конец».— 
1 декабря 1937 года отец Иоанна тройкой НКВД по Московской области был приговорён к расстрелу за «ведение контрреволюционной агитации и высказывания террористическх настроений в отношении руководителей ВКП(б) и советского правительства». 8 декабря 1937 года был расстрелян на Бутовском полигоне под Москвой и погребен в безвестной общей могиле.
17 июля 2002 года отец Иоанн (Иван Васильевич Янушев) причислен к лику святых Новомучеников Российских постановлением Священного Синода для общецерковного почитания.

## Награды
- Палица (1924)
- Крест с украшением (1927)